# Hallvard Holmen

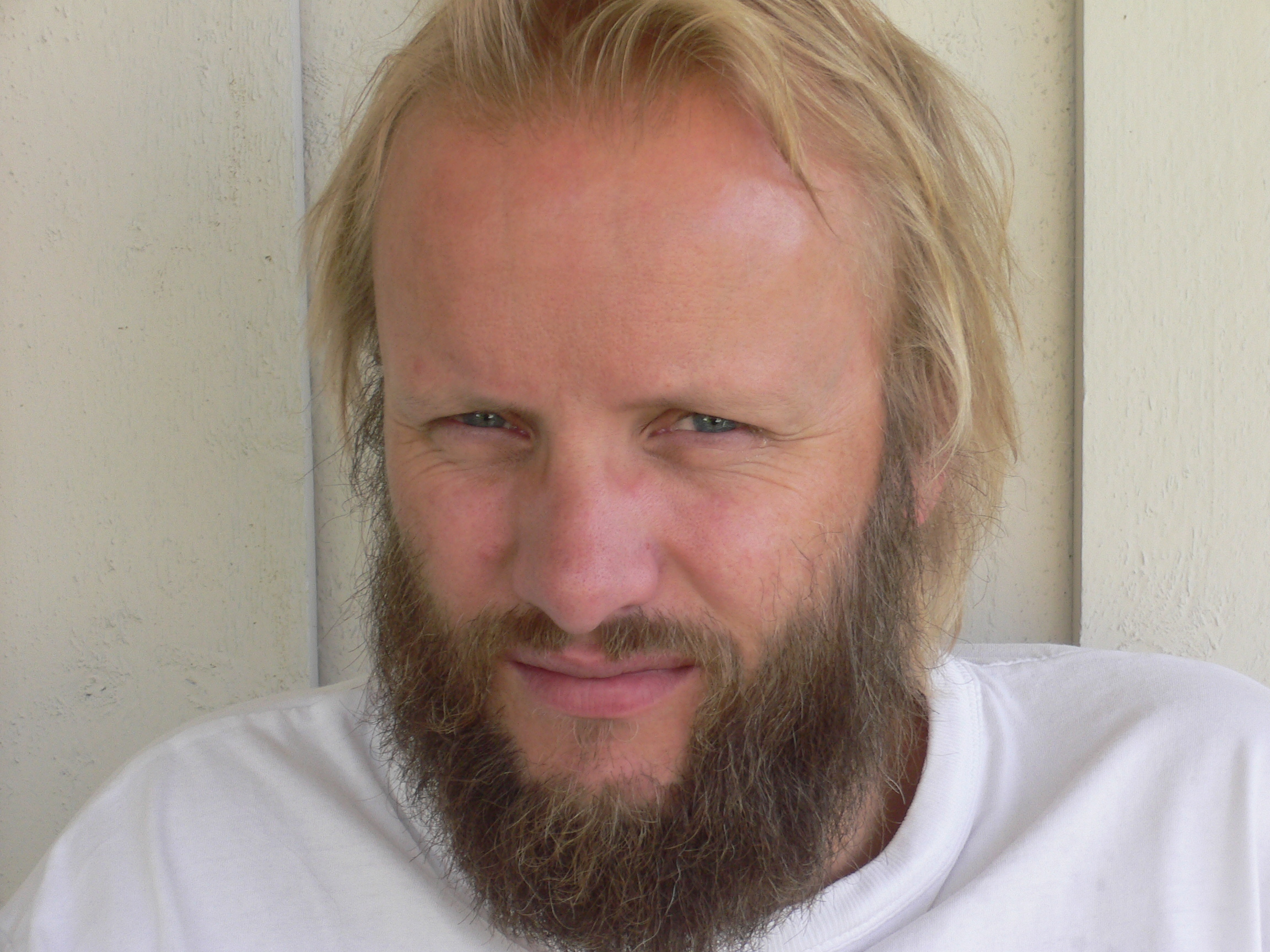
Hallvard Holmen

Hallvard Holmen (* 16. Juli 1966 in Mosjøen) ist ein norwegischer Schauspieler.

## Leben
Holmen hatte 1994 sein Debüt auf der Theaterbühne in dem Musical Anything Goes von Cole Porter im Rogaland Teater. Weiterhin spielte er im Theater die Hauptrolle in Bertolt Brechts Baal, in Henrik Ibsens Drama Brand und in dem Stück Danny and the Deep Blue Sea von John Patrick Shanley.
Bereits 1991 debütierte Holmen als Filmschauspieler in dem Film Byttinger in der Rolle des Steinar. 1996 spielte er die Rolle eines Seemannes in dem Film Sonntagsengel, der 1997 für den Oscar in der Kategorie Bester fremdsprachiger Film nominiert wurde. Weiterhin spielte Holmen die Rolle des Vaters Bjørn Brath in den drei Filmen Cold Prey – Eiskalter Tod (2006), Cold Prey 2 Resurrection – Kälter als der Tod (2008) sowie Cold Prey III – The Beginning (2010). Daneben trat Holmen im Film Tote Hunde beissen nicht aus der Filmreihe Der Wolf auf. 2010 übernahm er die Rolle des Roy in der NRK-Serie Himmelblå. Des Weiteren spielte Holmen 2012 in Escape – Vermächtnis der Wikinger und 2014 in Dead Snow: Red vs. Dead, der Fortsetzung von Dead Snow, mit.
Holmen ist mit der norwegischen Schauspielerin und Theaterleiterin Iren Reppen (* 1965) verheiratet. Sein Schwager ist der Ökonom und Autor Erik Reppen (* 1967).

## Filmografie (Auswahl)
- 1991: Byttinger
- 1993: Morsarvet (Miniserie)
- 1994: Trollsyn
- 1996: Sonntagsengel (Søndagsengler)
- 1996: En mann må gjøre det han må (Fernsehfilm)
- 2002: Ernest Shackleton (Shackleton, Miniserie)
- 2002: Brigaden (Fernsehserie)
- 2003: De Drabbade (Miniserie)
- 2006: Fremtiden kommer bakfra
- 2006: Cold Prey – Eiskalter Tod (Fritt vilt)
- 2007: Sørgekåpen (Miniserie)
- 2007: Thomas P. (Fernsehserie)
- 2008: Cold Prey 2 Resurrection – Kälter als der Tod (Fritt vilt II)
- 2008: Der Wolf: Tote Hunde beissen nicht (Varg Veum – Begravde hunder)
- 2008–2010: Himmelblå (Fernsehserie)
- 2009: Harry & Charles (Fernsehserie)
- 2010: Maskeblomstfamilien
- 2010: Cold Prey III – The Beginning (Fritt vilt III)
- 2012: Escape – Vermächtnis der Wikinger (Flukt)
- 2013: De tøffeste gutta
- 2014: Mammon (Miniserie)
- 2014: Dead Snow: Red vs. Dead (Død Snø 2)
- 2014: Trio – Odins Gold (TRIO: Odins Gull, Fernsehserie)
- 2015: Kampen for tilværelsen (Fernsehserie)
- 2015: Kvinner i for store herreskjorter
- 2016: Det tredje øyet (Fernsehserie)
- 2016: Nobel (Fernsehserie)
- 2023: The Fortress (Festning Norge, Fernsehserie)